# Ceresium humerale
Ceresium humerale là một loài bọ cánh cứng trong họ Cerambycidae.